# Natrofosfat
El natrofosfat és un mineral de la classe dels fosfats. Rep el seu nom de la seva composició química.

## Característiques
El natrofosfat és un fosfat de fórmula química Na₇(PO₄)₂F·19H₂O. Cristal·litza en el sistema isomètric. La seva duresa a l'escala de Mohs és 2,5. Es descompon pParcialment en una pols blanca que es troba exposada a l'aire, i es dissol en H₂O.
Segons la classificació de Nickel-Strunz, el natrofosfat pertany a «08.DN - Fosfats, etc, només amb cations de mida gran» juntament amb els següents minerals: isoclasita, lermontovita, urphoïta i vyacheslavita.

## Formació i jaciments
Va ser descoberta l'any 1972 al mont Yukspor, al massís de Khibini, a l'óblast de Múrmansk (Districte Federal del Nord-oest, Rússia). També ha estat descrita a la pedrera Poudrette (Mont Saint-Hilaire, Québec), al dipòsit d'urani de Kvanefjeld, al complex intrusiu d'Ilímaussaq (Kujalleq, Groenlàndia), a les pedreres d'Aris (Regió de Khomas, Namíbia) i al massís de Lovozero (Rússia).